# Caesalpinia coriaria
Caesalpinia coriaria (también llamado ababán, agallo, dividivi, garrobilla, lividivi, cascalote, guaracabuya, guatapanal, huatapana, nacascolo o tara del Caribe) es una leguminosa originaria de las Antillas, norte de Suramérica, Centroamérica y sur de México.

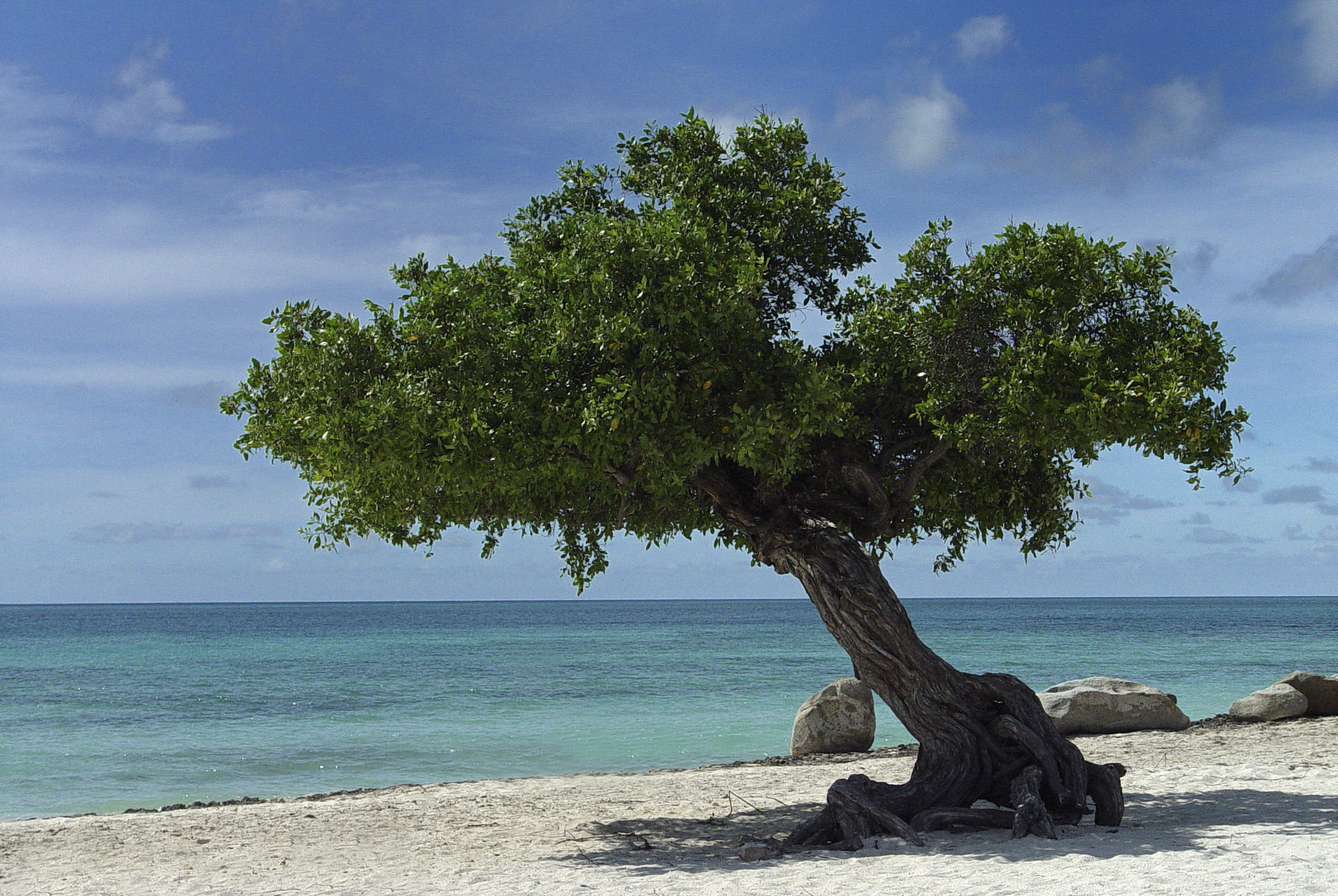
Vista del árbol

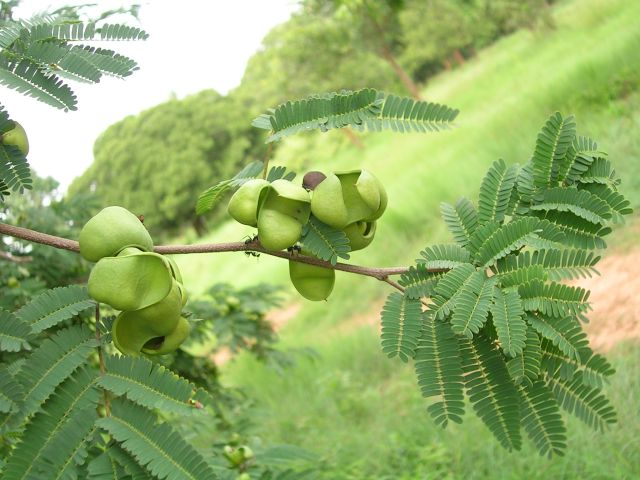
Hojas y frutos

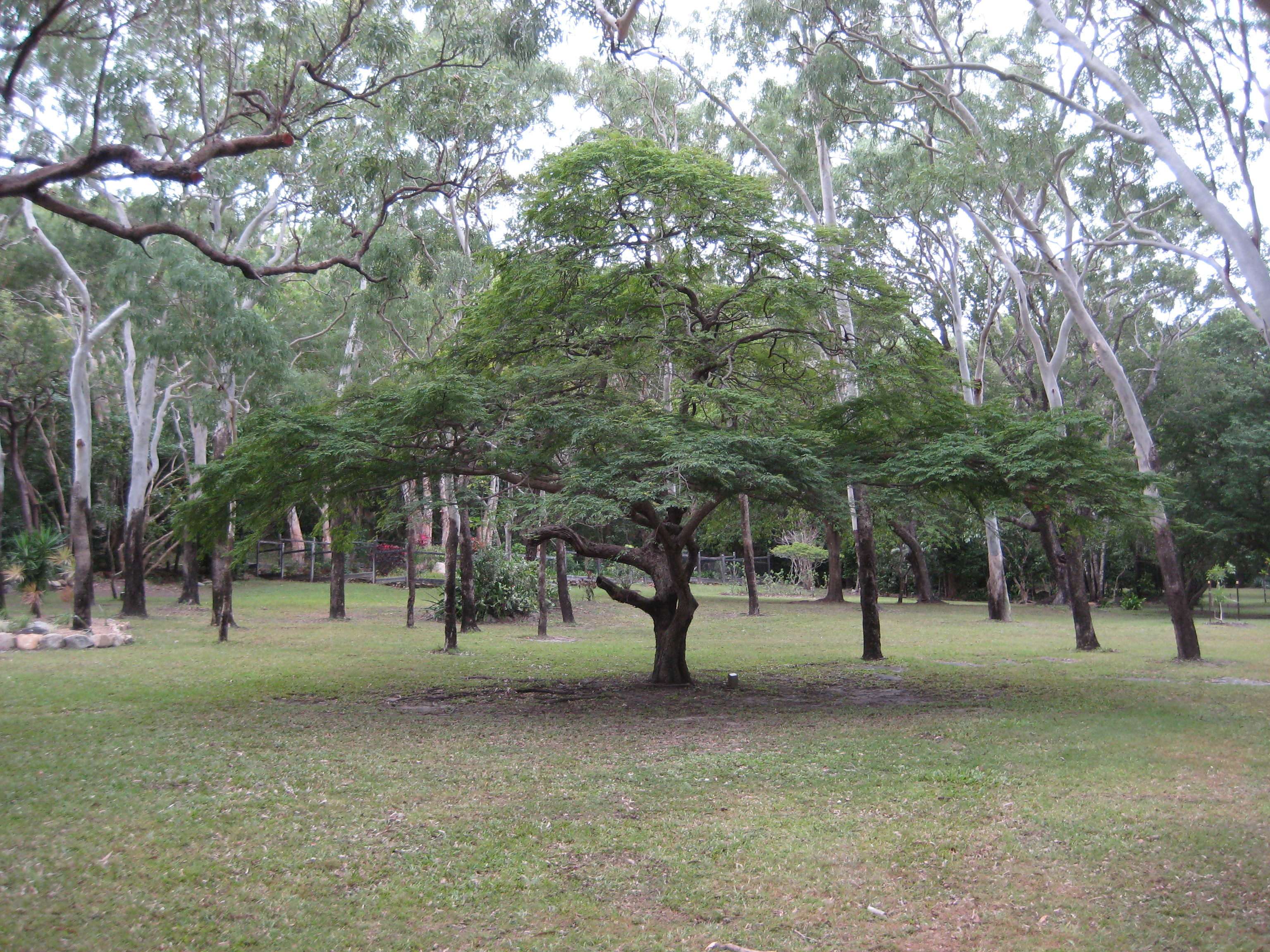
Vista del árbol

## Descripción
El tallo tiene de 3 a 10 m de altura, crispado-pubescente a hirtuloso. Hojas en pinnas de 3 a 10 pares, de 5 a 12 cm de largo, cada una con 10 a 25 pares de folíolos de 4 a 8 mm de largo y 2 mm de ancho; ápice redondeado; comúnmente con una pinna terminal.
Inflorescencias con 3 a 5 cm de longitud, panículas individuales racemosas 1 a 2 cm de largo, con 15 a 20 flores; pétalos color crema amarillento a blanco-verdosos, carnosos, 2,5 a 3 mm de ancho. Legumbres planas, verdes y carnosas, con el margen irregularmente enroscado, con unas pocas semillas, 3 a 7 mm de largo, 1,5 a 2,3 cm de ancho; color café, lustrosas, comprimidas, elíptico-oblongas. Se multiplica por las semillas. Prospera en zonas cálidas (más de 30 °C), secas y con abundante exposición solar, cerca al mar a altitud menor de 250 m s. n. m.

## Usos
La goma de la semilla de dividivi (y de otras especies del género Caesalpinia) se utiliza para producir taninos para curtir cueros. También se usa para producir tinturas y en la fabricación de jabones y pasta dental. El arbusto se usa como cerca viva. Las hojas se utilizan para alimentar al ganado.

### Medicinal
Se le atribuyen propiedades medicinales: la corteza y las hojas son astringentes; las flores son aromáticas y se les usa contra afecciones del corazón y dispepsias; las raíces se usan como antisépticos en las ulceraciones y contra la gangrena; en Colombia preparan una bebida depurativa del colesterol. Los frutos en infusión de Caesalpinia spinosa se utilizan para gargarismos contra amigdalitis. Las hojas y flores de Caesalpinia tinctoria en decocción se usan como purgante; las hojas y frutos en decocción, para lavar el cabello contra la calvicie; los frutos en decocción contra la diarrea y las flores en infusión contra las "fiebres intermitentes".
En la década de 1980 una estudiante de segundo año de ciencias presentó un trabajo de investigación experimental intitulado "Estudio de la Caesalpinea coriaria como posible reductor en el tamaño de las amígdalas", lo cual dio como resultado no solo que las reducía sino que además curaba amigdalitis crónicas y pultáceas. Este trabajo llegó a presentarse en el Festival Nacional de Ciencia organizado por ASOVAC, en la ciudad de Barquisimeto, en Venezuela.
- Principios activos: taninos.[6]

- Indicaciones: es astringente, tónico, febrífugo.[6]

## Fiesta
En Colombia se celebraba el reinado nacional y fiestas del dividivi, Riohacha, departamento de La Guajira, del 15 al 19 de agosto de cada año. El dividivi es una planta nativa y propia de la cultura wayúu. La fiesta resalta la historia, la cultura y economía de esta región. El Divi-divi es el árbol nacional de Curaçao.

## Taxonomía
Caesalpinia coriaria fue descrito por (Jacq.) Willd.  y publicado en Species Plantarum. Editio quarta 2(1): 532. 1799.
Etimología
Caesalpinia: nombre genérico que fue otorgado en honor del botánico italiano Andrea Cesalpino (1519-1603).
coriaria: epíteto latino que significa "como de cuero".
Sinónimos
- Poinciana coriaria Jacq.
- Caesalpinia thomaea Spreng.
- Libidibia coriaria (Jacq.) Schltdl.[11][12]